# Seuzey-Vaux
Ancienne commune de la Meuse, la commune de Seuzey-Vaux a existé de 1976 à 1983.  Elle a été créée en 1976 par la fusion des communes de Seuzey et de Vaux-lès-Palameix. En 1983 elle a été supprimée et les deux communes constituantes ont été rétablies.